# Châtillon-sur-Loire
Châtillon-sur-Loire é uma comuna francesa na região administrativa do Centro, no departamento Loiret. Estende-se por uma área de 40,9 km². Em 2010 a comuna tinha 3 178 habitantes (densidade: 77,7 hab./km²).